# Пербен, Доминик
Доминик Пербен (фр. Dominique Perben; род. 11 августа 1945[…], 6-й округ Лиона) — французский политик, министр нескольких правительств (1993—1997, 2002—2007).

## Биография
Родился 11 августа 1945 года в Лионе, окончил факультет экономических и политических наук Лионского университета и Институт политических исследований (Париж), где изучал политику и экономику. В 1967 году неудачно пытался поступить в Национальную школу администрации. В 1969—1970 годах проходил военную службу — два месяца рядовым второго класса в Вердене, затем четыре месяца учился в офицерской школе в городе Гер и далее по собственному желанию служил несколько месяцев в звании младшего лейтенанта в 3-м мотопехотном полку на территории ФРГ.
В 1972 году окончил Национальную школу администрации, начал работать в Министерстве промышленности. С 1972 года руководил канцелярией префекта департамента Мен и Луара, в 1975 году назначен генеральным секретарём префектуры Территории Бельфор. В 1976 году назначен в состав Межведомственной делегации по развитию территорий и инвестиционной привлекательности регионов.
С 1982 года работал в аппарате регионального совета Рона — Альпы, в 1983 году первым за период более полувека победил социалистов на местных выборах в городке Шалон-сюр-Сон (их список возглавлял тогдашний лидер партийной фракции в Национальном собрании Пьер Жокс). В 1984 году вошёл в руководство Объединения в поддержку республики, где работал с депутатами от партии на местном уровне, с 1986 года отвечал за участие в выборах (в том же году сам был впервые избран в Национальное собрание от департамента Сона и Луара). В 1988 году руководил финансами президентской кампании Жака Ширака, в 1990—1993 годах являлся помощником генерального секретаря ОПР Алена Жюппе.
С марта 1993 по май 1995 года — министр заморских департаментов и территорий в правительстве Балладюра.
В 1995—1997 годах занимал должность министра государственной службы.
7 мая 2002 года получил портфель министра юстиции в правительстве Раффарена, отказавшись в тот же день от должности мэра города Шалон-сюр-Сон, которую занимал в течение двадцати лет.
Сохранял пост министра юстиции во втором и третьем правительствах Раффарена до 2005 года.
2 июня 2005 года включён в правительство де Вильпена, получив кресло министра транспорта, инфраструктуры, туризма и моря.
17 мая 2007 года сформировано первое правительство Фийона, в котором Доминик Пербен не получил никакого назначения.
17 июня 2007 года в очередной раз победил по итогам парламентских выборов — на сей раз при поддержке Союза за народное движение в 4-м округе департамента Рона с результатом во втором туре 56,57 % (одновременно баллотировался в мэры Лиона, но потерпел поражение). По завершении этого мандата в выборах более не участвовал.

## Награды
- Рыцарь-командор ордена Британской империи (2004 год, Великобритания)[14].